# سعد بقیر
سعد بقیر (انگلیسی: Saad Bguir؛ زادهٔ ۲۲ مارس ۱۹۹۴) بازیکن فوتبال اهل تونس است.
از باشگاه‌هایی که در آن بازی کرده‌است می‌توان به باشگاه فوتبال اسپرانس تونس اشاره کرد.
وی همچنین در تیم ملی فوتبال تونس بازی کرده‌است.